# 刺毛风铃草
刺毛风铃草（学名：Campanula sibirica）为桔梗科风铃草属的植物。其种加词“sibirica”意为“西伯利亚的”。分布在中亚地区、欧洲、西伯利亚以及中国大陆的新疆等地，多生长在干旱森是林及草地中，目前尚未由人工引种栽培。